# ウラーン (駆逐艦)

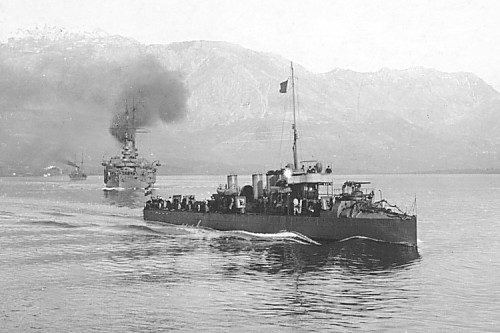
「ウラーン」

ウラーン (SMS Ulan) はオーストリア＝ハンガリー帝国海軍の駆逐艦。フサール級。艦名は槍騎兵のことである。

## 艦歴
1905年9月27日起工。1906年4月8日進水。同年9月21日竣工。

### 第一次世界大戦
モンテネグロのオーストリア＝ハンガリー帝国に対する宣戦布告後、オーストリア＝ハンガリー帝国はモンテネグロ沿岸の封鎖を宣言。1914年8月16日、封鎖任務に就いていた巡洋艦「ツェンタ」と駆逐艦「ウラーン」はアドリア海に進入してきたフランスの主力艦隊に捕捉された。「ツェンタ」艦長は「ウラーン」にカッタロへ逃げるよう命じると降伏を拒否して戦い、「ツェンタ」は撃沈された。「ウラーン」はフランス戦艦「クールベ」、「ジャン・バール」からの攻撃を受け、また巡洋艦「ジュリアン・ド・ラ・グラヴィエール」に追跡されたものの逃げ切ることができた。
8月28日、「ウラーン」はモンテネグロの沿岸陣地を砲撃。9月17日にはバール近くの無線局を砲撃する戦艦「モナルヒ」を駆逐艦「シャルフシュツェ」とともに掩護した。
10月17日夕方に駆逐艦「シャルフシュツェ」が、夜には駆逐艦「ウラーン」と「シュトライター」がアンティバリの港を砲撃した。または、10月18日夜に駆逐艦「ウラーン」、「シャルフシュツェ」、「シュトライター」、「ウスコケ」はアンティバリ港内に入り砲撃を行った。
11月29日、「ウラーン」は駆逐艦「ブリッツ」などと共にコトル湾に侵入したフランス潜水艦「Cugnot」を追いかけた。
12月17日、「ウラーン」はマカルスカへ向かう潜水艦「Ub.12」と母艦「Emma」を護衛した。
1915年3月1から2日の夜、駆逐艦「ウラーン」、「チコーシュ」、「シュトライター」、水雷艇「57」、「66」、「67」がアンティバリ港を攻撃。この時は水雷艇が港内に入り、駆逐艦はそれを掩護した。この攻撃ではモンテネグロのヨット「Rumija」が沈んでいる。
6月19日に「ウラーン」は巡洋艦「アドミラル・シュパウン」、「ノファラ」などとともにリミニ攻撃に参加した、とも。10月25日、Novigrad付近で潜水艦の雷撃を受けたが、魚雷は外れた。
1916年12月17日、ブリンディジ攻撃に参加。
1918年2月、エルツヘルツォーク・カール級戦艦をプーラから反乱の起きたコトル湾へ護衛した。

### 戦後
「ウラーン」はギリシャに引き渡され、「Smyrni」となった。1931年に解体。

## 要目（1913年以降）
- 長さ：68.38m
- 幅：6.25m
- 満載排水量：414トン
- 速力：28.4ノット
- 兵装：45口径7cm砲1、30口径7cm砲5、45cm魚雷発射管2

出典